# Pála-dinasztia (Kamarúpa)
A Pála-dinasztia Indiában, Asszámban uralkodóház volt 900 és 1100 között, Kamarúpa központtal.
Mint a bengáli Pála-dinasztia alapítója, a kamarúpai ház első uralkodója is választással került a trónjára, ami egyik magyarázata lehet a dinasztia "Pála" nevének ("a gondoskodó"), amit aztán a ház minden uralkodója a nevéhez fűzött. A bengáli, buddhista hitű dinasztiától eltérően a kamarúpai uralkodók hinduk voltak. A hindu hagyomány a korábbi Varman-dinasztiától, és így végeredményben Nakaszúrától származtatja őket.
A dinasztia uralmát Ramapála gauri király (1072-1126) támadása döntötte meg.

## Kamarúpa utóélete
Ramapála Timgjadévát tette meg Kamarúpa kormányzójává. Ő 1110 és 1126 között uralkodott, lerázta a gauri király igáját és országa néhány évig független volt, de Rámapála utóda, Kumarapála megtámadta és 1126-ban Vaidjadévát ültette a helyébe. Kumarapála azonban meghalt és Vaidjadéva 1130-tól haláláig, 1140-ig függetlenül uralkodott. Ő is és elődje is a megelőző kamarúpai királyok mintájára bocsátottak ki adományleveleket (három rézlemezt, amelyeket egy gyűrű kapcsolt a király pecsétjéhez).

## A kamarúpai Pála-dinasztia uralkodói
- Brahmapála (900-920)
- Ratnapála (920-960)
- Indrapála (960-990)
- Gopála (990-1015)
- Harsapála (1015-1035)
- Dharmapála (1035-1060)
- Dzsajapála (1075-1100)